# Ilford
Ilford es un barrio del municipio londinense de Redbridge. Se encuentra a unos 14,6 km (9,1 mi) al este-noreste de Charing Cross, Londres, Reino Unido. Según el censo de 2011 contaba con una población de 168 168 habitantes. El barrio fue identificado como una de las 35 principales áreas de la ciudad en el Plan de Londres.